# Gorki (groupe)
Pour les articles homonymes, voir Gorki (homonymie).

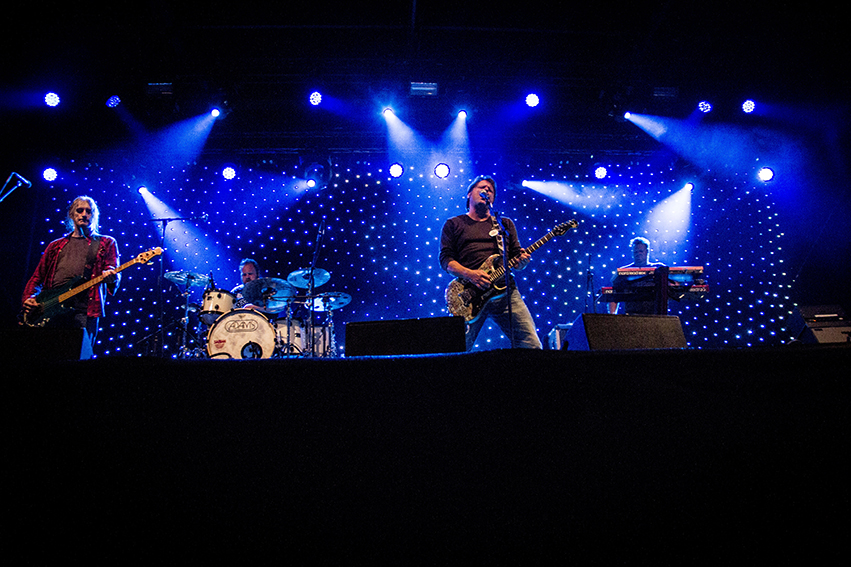
Gorki (groupe)

Gorki, anciennement Gorky, est un groupe belge flamand de rock néerlandophone, formé à Gand en 1989, qui comprend Luc De Vos, Luc Heyvaerts, Erik van Biesen et Eric Bosteels.

## Historique
Le groupe est notamment l'auteur de la chanson Mia, l'une des chansons les plus populaires de Belgique,.

## Discographie

### Singles
- Anja (1990)

1. Anja
2. Het Einde is Nabij

- Lieve Kleine Piranha (1991)(vinyl)

1. Lieve Kleine Piranha
2. Ik word oud

- Lieve Kleine Piranha (1991)

1. Lieve Kleine Piranha
2. Ik word oud
3. Ria

- Wacht niet te lang (1991)

1. Wacht niet te lang
2. Eisen van de romantiek

- Soms vraagt een mens zich af (1992)

1. Soms vraagt een mens zich af
2. Mia

### Boterhammen
Un album live de 1992. 

### Hij Leeft
Album de 1993.

#### Singles
- Berejager (1993)

1. Berejager
2. Dit prachtige dier moet sterven

- Hij is alleen (1993)

1. Hij is alleen
2. In onze lage landen

- Beste Bill (1993)

1. Beste Bill
2. Hij Leeft

- You'll never walk alone (1993)

1. You'll never walk alone
2. Ria  (live)
3. Beste Bill  (live)
4. Hij is alleen  (live)

- Lang zullen ze leven (1995)

1. Lang zullen ze leven
2. Lang zullen ze leven II
3. Lang zullen ze leven III

- Monstertje (1996)

1. Monstertje
2. Wie zal het in godsnaam anders doen

- Wie zal het anders doen (1996)

1. Wie zal het anders doen
2. Die brave meesteres

- Kom het toch halen (1996)

1. Kom het toch halen
2. Kom het toch halen  (barouo stylus fedrjean vervelt en pete boone kaboom mix)
3. Kom het toch halen  (bogey's bambi mix)

### Ik Ben Aanwezig
Album de 1998.

#### Singles
- Wie zal er voor de kinderen zorgen (1998)

1. Wie zal er voor de kinderen zorgen(promo)

- Punk is dood (1998)

1. Punk is dood
2. Wij slapen aan de lopende band

- Mijn dierbare vijand (1998)

1. Mijn dierbare vijand
2. Ons brave wonderkind  (live)
3. Wij slapen aan de lopende band  (live)

- Ik ben Aanwezig

1. Ik ben Aanwezig
2. De volgende dag

### Het Beste van Gorki
Compilation de 1999. 

#### Singles
- Soms vraagt een mens zich af 1998 remix (1998)

1. Soms vraagt een mens zich af 1998 remix
2. Soms vraagt een mens zich af